# Agabus aeruginosus
Agabus aeruginosus är en skalbaggsart som beskrevs av Aubé 1838. Agabus aeruginosus ingår i släktet Agabus och familjen dykare. Inga underarter finns listade i Catalogue of Life.